# Lange Beine - lange Finger
Lange Beine - lange Finger («Piernas largas, dedos largos» en español) es una película de comedia policial de Alemania Occidental de 1966 dirigida por Alfred Vohrer y protagonizada por Senta Berger, Joachim Fuchsberger y Martin Held.
Los decorados de la película fueron diseñados por Isabella y Werner Schlichting. Se rodó en los estudios Spandau de Berlín y en locaciones del Palacio de Charlottenburg y Cesarea en Israel.

## Argumento
El barón Holberg recuerda con orgullo una larga tradición familiar en el arte del robo. Sus objetos favoritos son los collares de mujeres adineradas. Desde la muerte de su esposa, dirige el negocio con su hija Doris, a quien ha entrenado en la técnica de robar las joyas del cuello de las víctimas sin que nadie se dé cuenta. Durante una exitosa racha de ladrones en un lugar de vacaciones oriental, Doris conoce al abogado londinense Robert Hammond, se enamora de él y quiere empezar una vida honesta con él. El padre teme una «desgracia» y huye con ella a Viena con el pretexto de que la policía los persigue.
Después de que él admite su mentira, ella se escapa y acepta la oferta del excéntrico diseñador de moda Emilio Gavin de trabajar para él como modelo para poder llegar a Londres. Tiene que bajar del avión con un vestido revelador frente a los fotógrafos de prensa. Robert, que ya no se queda quieto como mujeriego, los acoge en la casa de campo de su familia recientemente ennoblecida, donde se encuentran: su padre, un fabricante de armas, su madre y su inteligente hermana Sarah. El padre de Doris ha viajado tras ella para impedir la relación; preferiría verla vinculada con el ladrón de arte Sammy, un amigo suyo de la infancia, que no muestra ningún interés en ella. Incluso para el padre de Robert, Doris está fuera de discusión como esposa de Robert, ya que la escandalosa aparición de Doris apareció en la prensa. Sin embargo, Robert le propone matrimonio.
Con la esperanza de que el padre de Robert les brinde cualquier apoyo financiero rechazada, a la pareja le faltan 10 000 libras para una vida en común. Sin decirle nada a su novio, Doris parte con su padre para dar un golpe en una gala de Estado en la embajada de Francia. Ella se escapa apresuradamente con un collar robado y es arrestada. En el tribunal elige a Robert como su abogado defensor. En un conmovedor discurso, Robert logra convencer al jurado de que ella sólo actuó por amor y logra su absolución. La película termina con el padre de Robert ofreciéndole al barón Holberg la oportunidad de trabajar como representante de empresas fachada que sirven a su negocio de tráfico de armas en Asia, y el barón queda encantado de descubrir que las personas exitosas son honestamente deshonestas.

## Reparto
- Senta Berger como Doris Holberg.
- Joachim Fuchsberger como Robert Hammond.
- Martin Held como Barón Holberg.
- Irene von Meyendorff como Lady Hammond.
- James Robertson Justice como Sir Hammond.
- Hanns Lothar como Emile Cavin.
- Helga Sommerfeld como Sarah Hammond.
- Walter Wilz como Sammy Snapper.
- Tilo von Berlepsch como Fiscal.
- Lia Eibenschütz como madre de Cavin.
- Alexander Engel como Arzt.
- Cora Roberts como modelo.
- Friedrich Schönfelder como general.
- Rudolf Schündler como inspector.
- Hilde Sessak como guardia.
- Heinz Spitzner como policía.
- Eduard Wandrey como presidente del tribunal.
- Zeev Berlinsky como pargo de valla de diamantes.